# Kraakdoos

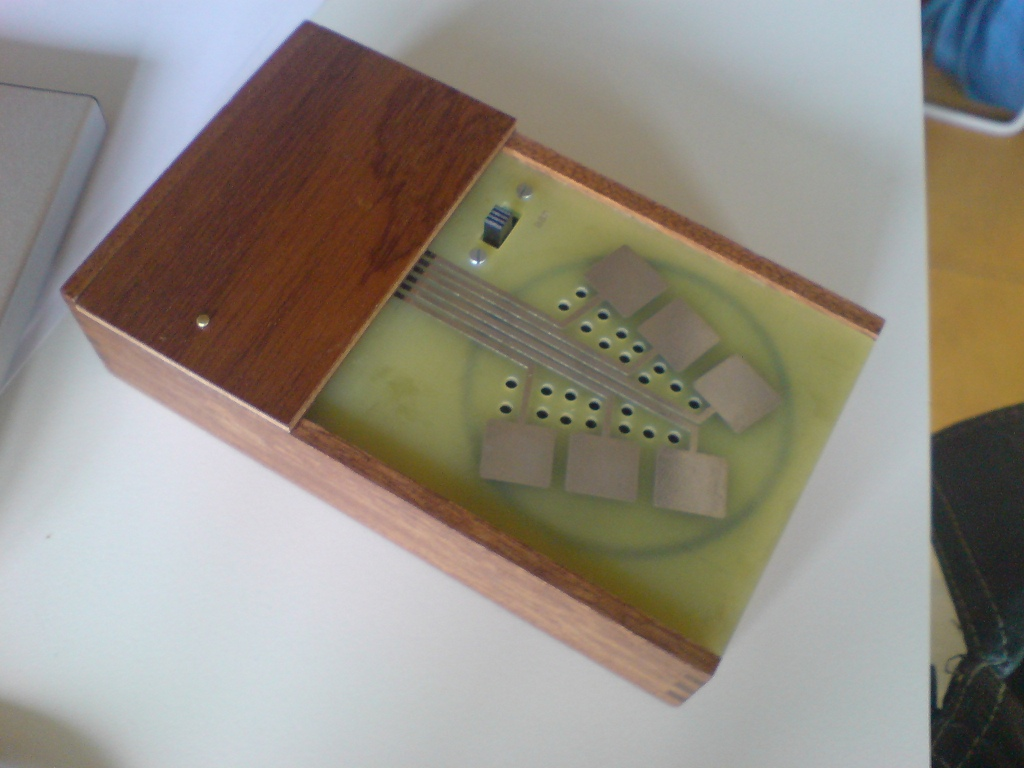
Een kraakdoos

Een kraakdoos is een geluidsgenerator, die te gebruiken is als experimenteel elektronisch muziekinstrument.
Het is een kleine doos met zes metalen contacten erop, die bij aanraking door de vingers van de bespeler allerlei ongewone geluiden genereert door middel van circuit bending. Het menselijk lichaam wordt onderdeel van het circuit en bepaalt daardoor mede het gegenereerde geluid. Het spelen van dezelfde compositie door verschillende mensen levert dus steeds een ander geluid op.
Het concept is bedacht door Michel Waisvisz en Geert Hamelberg in de jaren 60 en verder ontwikkeld door Waisvisz in de jaren 70, toen hij verbonden was met STEIM in Amsterdam. STEIM heeft toen enkele duizenden kraakdozen gebouwd en verkocht.
De kraakdoos is een simpel apparaat dat gevoed wordt door batterijen. Het is gebaseerd op een enkele operationele versterker en enkele transistors, en kan eenvoudig worden gebouwd door mensen met enige kennis van elektronica.
Iemand die bekend is als bespeler van het instrument is Truus de Groot die veel met Waisvisz samenwerkte.

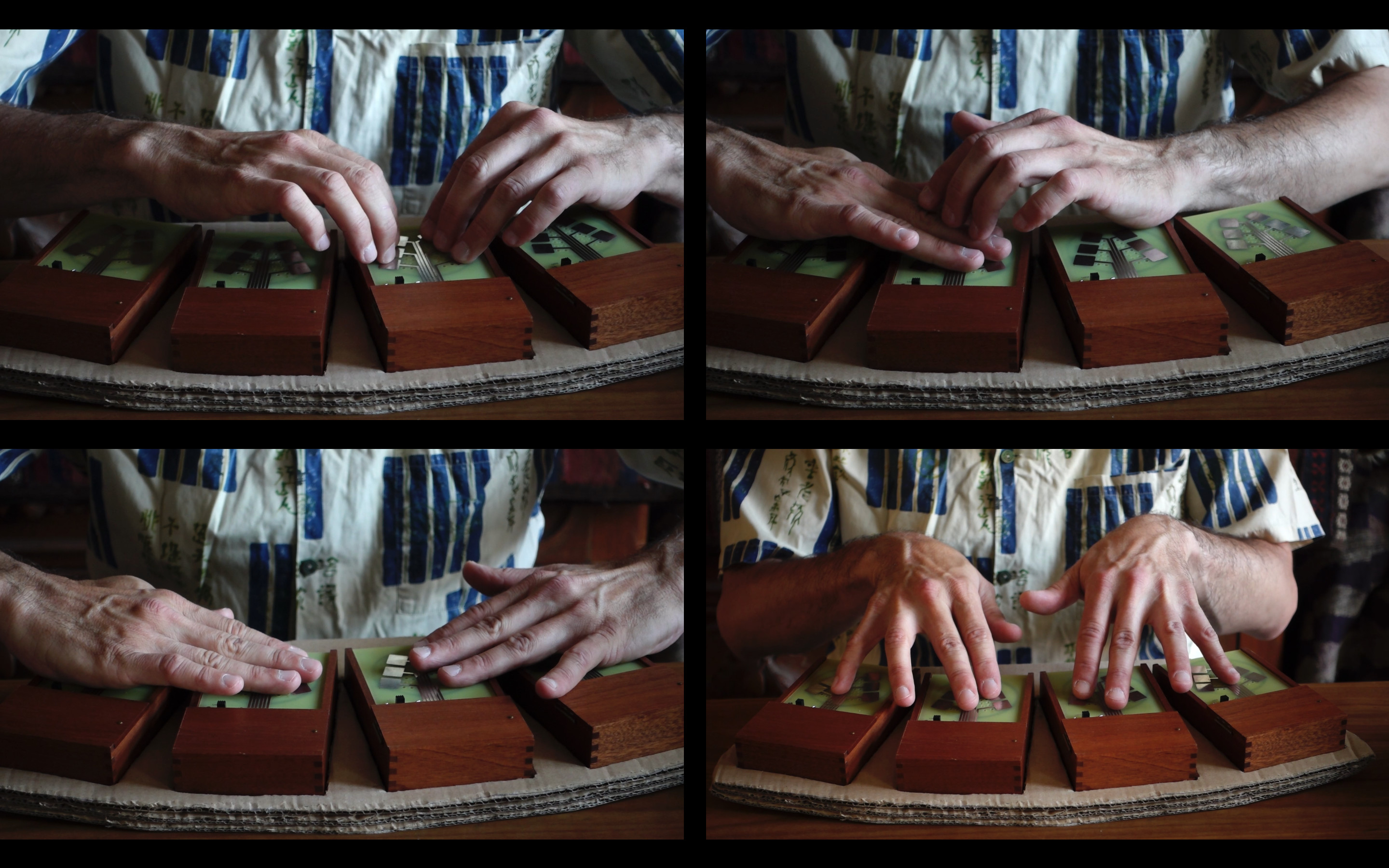
Gelijktijdig spelen op vier knetterdozen

De muzikant Andrew Levine bespeelt de Cracklebox regelmatig zowel individueel als in een configuratie van vier.

## Bron
- Dit artikel of een eerdere versie ervan is een (gedeeltelijke) vertaling van het artikel Kraakdoos op de Engelstalige Wikipedia, dat onder de licentie Creative Commons Naamsvermelding/Gelijk delen valt. Zie de bewerkingsgeschiedenis aldaar.